# Cour d'appel de Poitiers
La cour d'appel de Poitiers connaît d'affaires provenant de juridictions de son ressort qui s'étend sur les départements de la Charente-Maritime, des Deux-Sèvres, de la Vendée et de la Vienne.  

## Tribunaux du ressort
| -                 | 6 tribunaux de grande instance           | 11 tribunaux d'instance                                      | 6 conseils de prud'hommes                | 7 tribunaux de commerce |
| ----------------- | ---------------------------------------- | ------------------------------------------------------------ | ---------------------------------------- | ----------------------- |
| Charente-Maritime | - La Rochelle - Saintes                  | - Jonzac - La Rochelle - Saintes                             | - La Rochelle - Saintes                  | - La Rochelle - Saintes |
| Deux-Sèvres       | - Niort                                  | - Bressuire - Niort                                          | - Niort                                  | - Niort                 |
| Vendée            | - La Roche-sur-Yon - Les Sables-d'Olonne | - Fontenay-le-Comte - La Roche-sur-Yon - Les Sables-d'Olonne | - La Roche-sur-Yon - Les Sables-d'Olonne | - La Roche-sur-Yon      |
| Vienne            | - Poitiers                               | - Châtellerault - Poitiers                                   | - Poitiers                               | - Poitiers              |

Le ressort est étendue à la cour d'appel de Limoges pour le contentieux technique et général de la sécurité sociale et d'admission à l'aide sociale.